# Streymnes
Streymnes is een dorp dat behoort tot de gemeente Sunda kommuna in het oosten van het eiland Streymoy op de Faeröer. Streymnes heeft 201 inwoners. De postcode is FO 435.

## Externe link

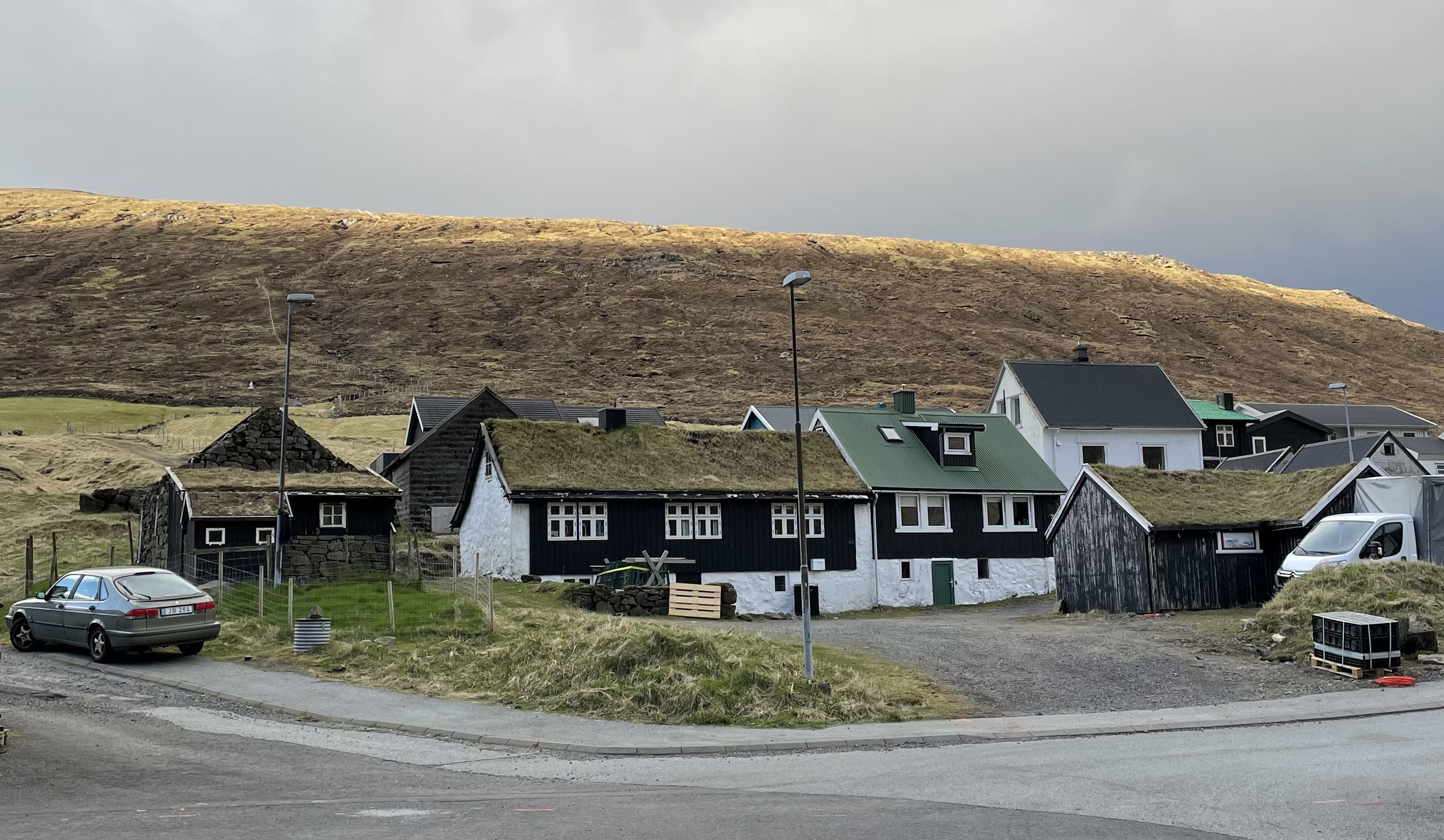
Het oude deel van het dorp
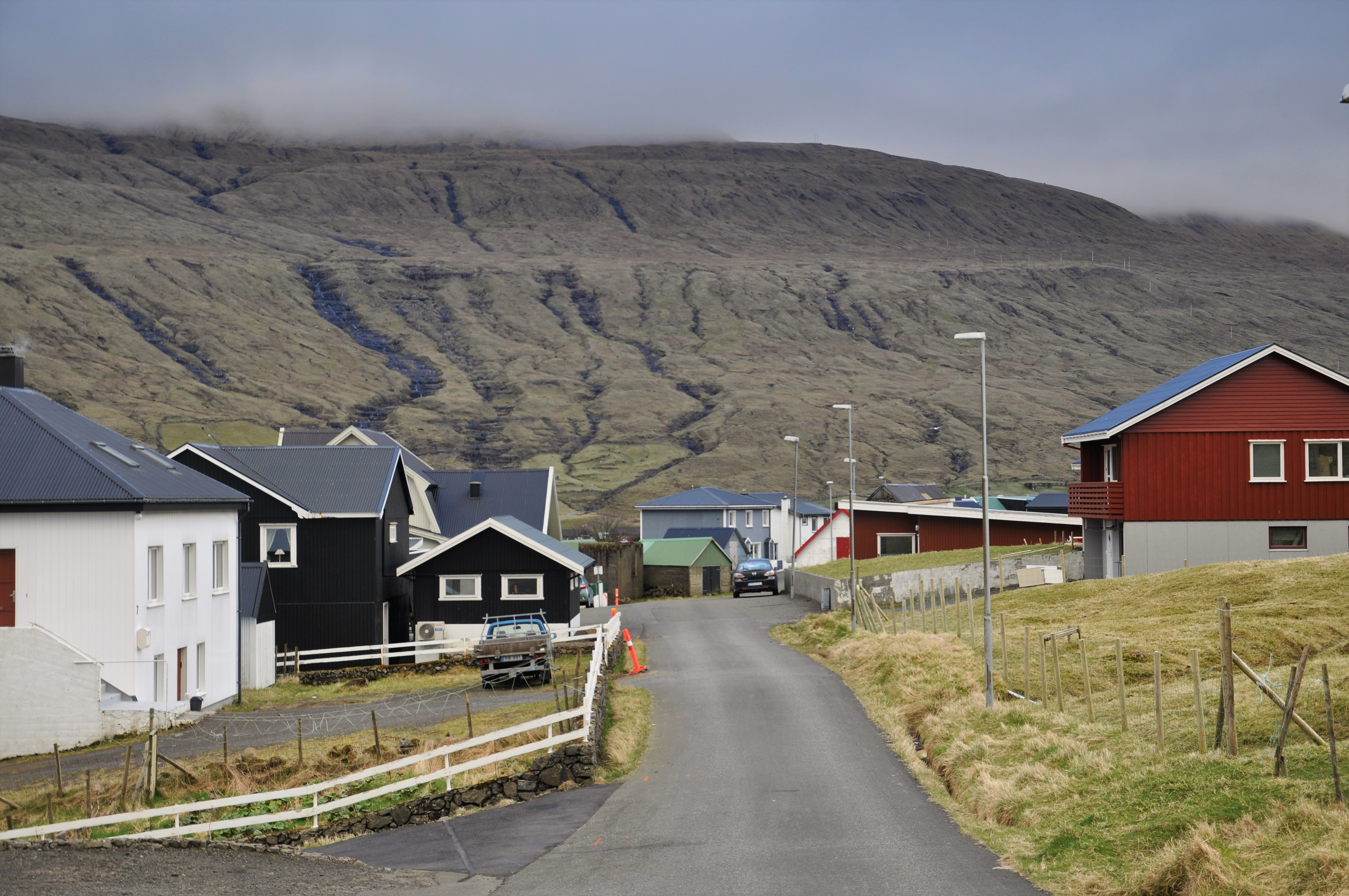
Straat in Streymnes
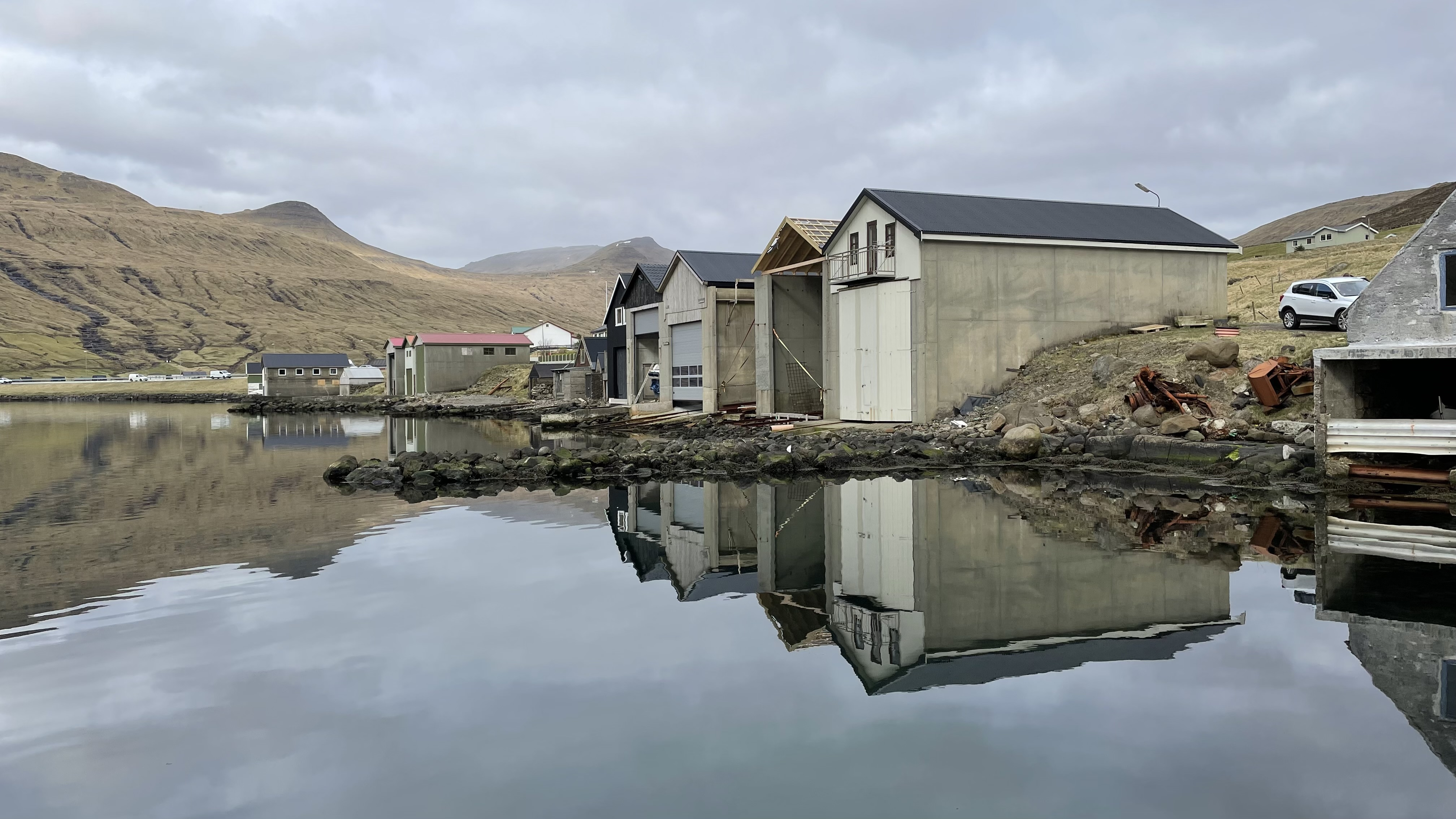
Boothuizen aan de haven